# لنین‌آباد بالا
لنین‌آباد بالا (به لاتین: Yuxarı Leninabad) یک روستا در جمهوری آذربایجان است که در شهرستان بابک واقع شده‌است.